# Meli Francis

Meli Francis, né le 10 décembre 1982 au Cameroun, est un réalisateur et producteur de documentaires camerounais, il est le Directeur Général de Camer Vision, une entreprise spécialisée dans l'audiovisuelle et le développement logiciel . Meli Francis est notamment connu pour ses documentaires à succès « Atchuelah », « Mon enfant, mon combat», « Mariez-vous !» et « Bangang, le silence des rivières ».

## Biographie

### Enfance et débuts
Francis naît en 1982 au Cameroun. Il est une figure incontournable du film documentaire au Cameroun. Il est reconnu pour son engagement à travers des récits, les injustices et les dynamiques sociales qu'il dénoncent dans ses films documentaires . En collaborant avec des acteurs majeurs de l’industrie, tels que PATOUFILMS INTERNATIONAL, Djimeli Lekpa Gervais et Ervy Patoudem, il a su captiver l'audience internationale avec ses documentaires.

### Carrière
Meli Francis commence sa carrière avec son premier documentaire, Atchuelah (La vénération des ancêtres), réalisé en 2011 avec pour structure de production Camer Vision. C'est avec ce documentaire de 52 minutes environ qu'il se fait connaître sur le plan national et international en 2013, lors de sa sélection en compétition aux festivals FESTICAB au Burundi, RADO et Écrans Noirs. Le film est également diffusé sur TV5 Monde et présenté au Maroc dans le cadre du Mois du film documentaire, (le patrimoine immatériel) de l'UNESCO,. En 2016, Meli Francis poursuit son engagement cinématographique avec Mon enfant, mon combat, son deuxième documentaire. Cette œuvre est également sélectionnée aux Écrans Noirs et bénéficie d’une large diffusion sur TV5 Monde ainsi que plusieurs  autres chaînes de télévision africaines. Meli Francis participe aussi à la coproduction d'autres documentaires comme Ayita, Poly- Amour réalisé en 2012 par Ervy Patoudem et la chaussure du drépano,.
En 2023, il présente son troisième documentaire à succès Mariez-vous ! . À travers ce film, il examine les tensions sociales auxquelles sont confrontées les personnes célibataires adultes en âge de se marier au Cameroun, mettant en lumière une problématique souvent négligée. En 2024, il réalise " Bangang, le silence des rivières ", un documentaire qui aborde le sujet de la déforestation et l’exploitation insoutenable des raphias à l'Ouest du Cameroun.
Il met également son expertise en tant que technicien au service de diverses productions cinématographiques et collabore notamment sur Aïssa de Jean Roke Patoudem et Petit Jo de Daniel Kamwa, apportant ainsi sa contribution à des projets marquants.

## Filmographie

### Films
- 2011 : Atchuelah[1]
- 2016 : Mon enfant, mon combat[5]
- 2023 : Mariez-vous ![6]
- 2024 : Bangang, le silence des Rivières[7],[8]

Documentaires co-produits
- 2011: Poly-Amour
- 2014: Ayita
- 2015: Mère patrie
- 2018: La chaussure du drépano

## Distinctions

### Récompenses
- 2013 : Sélection du documentaire Atchuelah dans le cadre du Mois du film documentaire, (le patrimoine immatériel) de l'UNESCO
- 2013: Mention Spéciale du jury au festival de cinéma " RADO "[3]